# Професійні прийоми в боротьбі
Атакувальні рухи в професійному реслінгу, які використовуються для збиття з пантелику, утримання або для перемоги шляхом підкорення. Існує велика кількість різних варіацій атакувальних прийомів в професійному реслінгу і багато з них мають свою власну назву. Часто борець може на власний розсуд назвати прийом, і в деяких випадках назва стає настільки популярною, що може використовуватись не одне десятиліття.
В професійному реслінгу більшість маневрів запозичена з бойових мистецтв. Однак є кілька рухів, що характерні виключно для реслінгу. В основному це повітряні прийоми, які виконуються з канатів або (рідше) із землі.

### Падаюча нога
Падаюча нога або падіння ноги відноситься до атаки, яку використовують у професійній боротьбі. Атакуючий борець стрибає однією ногою приземляється на груди, горло, обличчя або голову, а в деяких випадках, пах / нижня черевна область.

### Падаючий лікоть
Падаючий лікоть прийом, при виконанні якого борець стрибає або падає на суперника з ліктем, виставленим поперед себе і приземляється на будь-яку точку тіла (частіше це горло, серце, бік або голова). Зазвичай після виконання борець відкочується в бік для уникнення зворотньої атаки свого опонента. Також існує кілька варіацій, коли наприклад борець падає з двома виставленими ліктями і тд.

### Хребтолам (Спайнбастер)
Борець атакує суперника спереду. Він має підійти впритул до свого опонента, обхопити його за талію, підняти його на певну висоту і доклавши зусиль впасти разом з ним на підлогу (опонента має впасти на спину, в той час як атакуючий боєць - на коліна). Існує багато варіацій виконання цього прийому. Відомий реслер Дейв Батіста використовує його як свій улюблений прийом.

### Торнадо ДДТ
Також відомий як ДДТ 90 - прийом в професійному реслінгу. Суть прийому в тому що він на відміну від класичного ДДТ виконується не на рингу а на канатах. Атакуючий боєць має знаходитись на вищій висоті від свого опонента, після цього він має стрибнути на нього в район лівого плеча. обхопити руками голову (опонента) і після цього за інерцією разом з ним зробити поворот на 90 градусів.

## Кидки

### Самоанський кидок
Атакуючий боєць фіксує опонента в стійці "за плечі", перекидає через ліве плече і з силою кидає тіло спиною до низу, при цьому після кидку його чітко фіксуючи в сидячій позиції. Зазвичай після Самоанського кидка виконується утримування. Відомий завдяки використанню багатьма відомими самоанськими бійцями.

### Кидок «Вудка рибалки»
Атакуючий боєць стає перед суперником, підходить впритул, закидає його праву руку собі за шию, вільною рукою фіксує його праву ногу і після цього різким ривком перекидає його з невеликим розворотом (не більше 40-45 градусів).

### Позачерговий кидок
Один з найвідоміших прийомів у колі професійних борців. Опоненти мають стояти чітко обличчя до обличчя, після чого атакуючий боєць просовує голову свого суперника під свою руку, його руку перекидає собі з шию, піднімає його і падає разом з ним додолу. Існує кілька варіацій, одну з яких започаткував Кріс Бенуа.

### Кидок Північне сяйво
Атакуючий борець засовує голову під руку суперника, обгортає руку навколо талії і кидає його назад.

## Стрибки

### Стрибок самогубці
Прийом в основному для бійців в легкій категорії. Використовували такі реслери як: Рей Містеріо, Еван Борн, Брати Усо (фінішер) і тд. Виконується з підвищення. Боєць в положенні "обличчя до обличчя" стрибає на опонента. Зазвичай приземлення виконується на живіт або плечі.

### Поздовжнє пірнання (анґл: Diving splash)
Цей прийом можна зарахувати до розділу «класичних» прийомів, оскільки він присутній майже в кожному арсеналі професійного реслера (в залежності від вагової категорії варіації можуть змінюватися). Боєць стрибає з підвищення і накриває своїм тілом суперника який стоїть. Після цього зазвичай слідує утримання.

## Сплеск

### Сплеск 450°
Новатором цього прийому став 2 Колд Скоріо. Сутінсть прийому: стрибок на лежачого опонента з обертом тіла на 450°.

## Пірнаюча гаріканрана (анґл: Diving hurricanrana)
Стрибок з канатів, фіксація ногами шиї опонента, розкручування тіла суперника та кидок. Використовують легковаговики.

### Драґонрана (анґл: Dragonrana)
Варіяція пірнаючої гаріканрани. Атакуючий боєць спершу робить передній перекид та ідентично повторює гаріканрану.

## Заворітник
Один з найпопулярніших прийомів в реслінгу. Боєць біжить прямо на опонента, згодом відхиляється від траєкторії (правіше або лівіше) і виставляє руку 9в залежності від обраної траєкторії: праву або ліву). Мета: збити суперника з ніг.

### Кутовий заворітник
Використовується як правило бійцями середніх і важких категорій. Боєць розганяється і потужним ударом правиці добиває опонента в кутку рингу.

## Викручування руки
Професійний прийом, популярний не тільки в реслінгу, а й в інших бойових мистецтвах. Атакуючий боєць хапає опонента за зап'ястя і планомірно починає викручувати її в зворотній бік (як правило до фіксації).

## Удари

### Подвійник стрибок двома ногами
Боєць підіймається на підвищення і стрибає двома нога вперед на свого опонента. Ціль ураження: живіт, грудна клітка, руки, ноги і тд. Японський реслер Кента використовує більш екстремальні варіації цього прийому.

### Ензиґірі

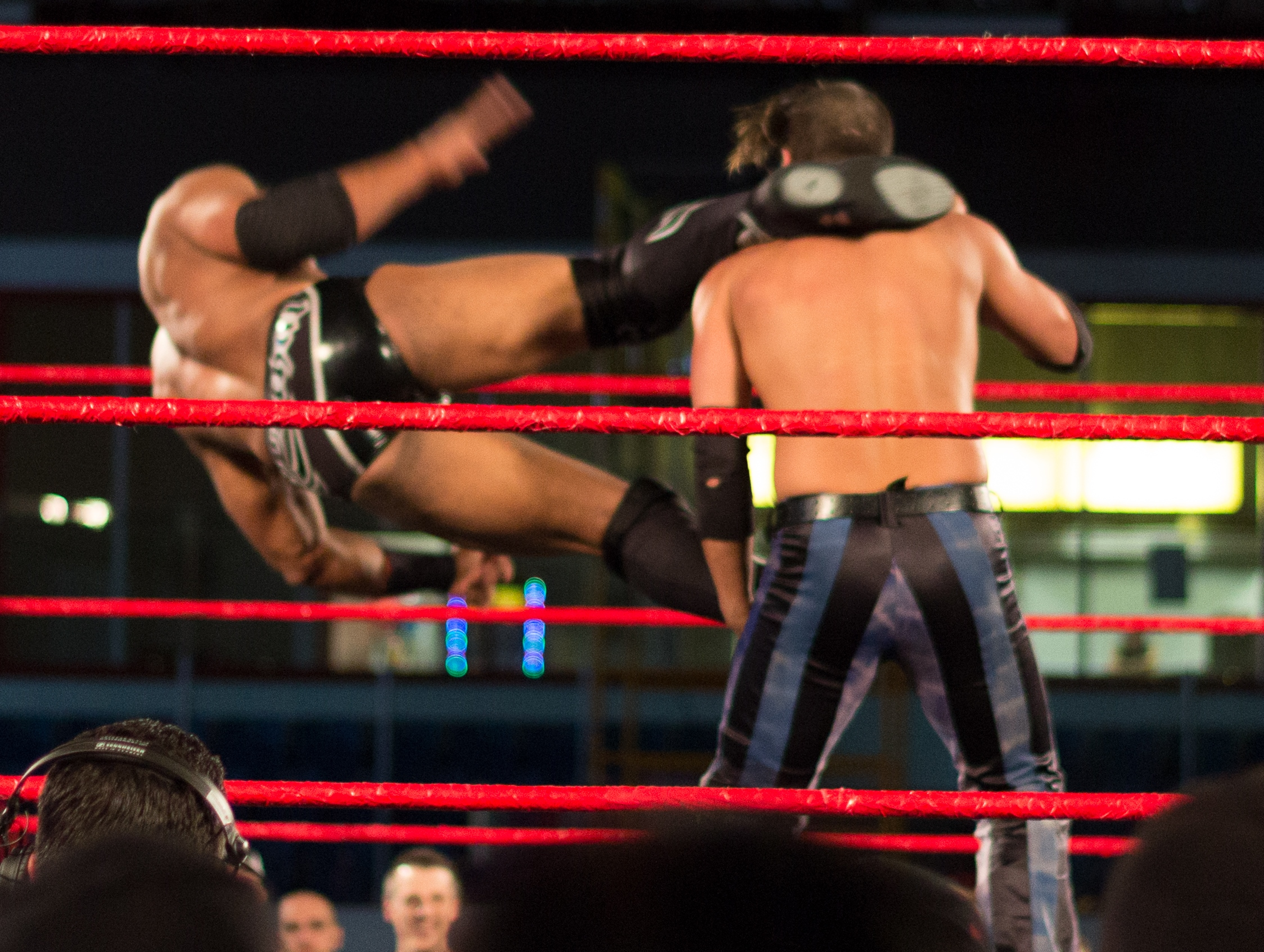
Джей Літал проводить ензиґірі на Джиммі Джейкобсі

Ензиґірі (від японського слова Enzui, що в перекладі означає "рубати") - як правило будь-який удар, спрямований в потилицю свого суперника. Використовується бійцями в легкій або напівлегкій ваговій категорії, а також бійцями з повітряним стилем ведення бою. Для виконання необхідно якомога вище підстрибнути і в стрибку вдарити суперника ногою по потилиці.

### Дроп
Реслер підстрибує і двома ногами б'є суперника в область грудей. Класичний дроп виконується із землі.